# Гори Кюшю
Гори Кюшю ( яп. 九州山地 ) — гірський хребет, що тягнеться з північного сходу на південний захід у центрі Кюшю . 

Карта геооб'єктів Кюшю

Найвища вершина гірського масиву - гора Собо .  